# Machaerium conzattii
Machaerium conzattii är en ärtväxtart som beskrevs av Velva Elaine Rudd. Machaerium conzattii ingår i släktet Machaerium och familjen ärtväxter. Inga underarter finns listade i Catalogue of Life.